# Lasciateci vivere!
Lasciateci vivere! (Let Us Live) è un film del 1939 diretto da John Brahm.
È ispirato alla storia vera di due tassisti che erano stati riconosciuti da alcuni testimoni come due dei tre assassini di un uomo. I due vennero arrestati e, solo dopo molte vicissitudini, rilasciati.

## Trama
Due tassisti sono accusati di omicidio e per quanto protestino la loro innocenza vengono condannati a morte. La fidanzata di uno di loro insieme all'avvocato lotta per dimostrarne l'innocenza prima che la sentenza venga eseguita.

## Produzione
Il film fu prodotto dalla Columbia Pictures Corporation. Venne girato nei Columbia/Sunset Gower Studios - al 1438 di N. Gower Street, a Hollywood.

## Distribuzione
Distribuito dalla Columbia Pictures, venne presentato in prima a New York il 29 marzo 1939.